# 257 f.Kr.

## Händelser

### Efter plats

#### Romerska republiken
- Romarna anfaller Sardinien och försöker erövra ön från karthagerna.
- Slaget vid Tyndaris utkämpas mellan den romerska flottan (under Marcus Atilius Regulus befäl) och den karthagiska vid Tyndaris (nuvarande Tindari) på Sicilien. Syrakusas tyrann Hieron II har upplåtit Tyndaris som bas åt karthagerna, men efter detta slag faller staden i romarnas händer.

#### Vietnam
- Âu Việts Thụcstamhövding Thục Phán (An Dương Vương) besegrar Văn Lang-konfederationen och enar alla Âu Việt- och Lạc Việt-stammar, vilket blir grunden för kungariket Âu Lạc och Thụcdynastin.